# Gmina Chrostkowo
Die Gmina Chrostkowo ist eine Landgemeinde im Powiat Lipnowski der Woiwodschaft Kujawien-Pommern in Polen. Ihr Sitz ist das gleichnamige Dorf. 

## Gliederung
Zur Landgemeinde Chrostkowo gehören 17 Dörfer (deutsche Namen bis 1945) mit einem Schulzenamt.
- Adamowo (1939–1942 Adamau, 1942–1945 Räumung)
- Chojno (1939–1942 Chojno, 1942–1945 Kienfeld)
- Chrostkowo (1939–1942 Chrostkau, 1942–1945 Horstfeld)
- Głęboczek (1939–1942 Glembotschek, 1942–1945 Tiefenflur)
- Gołuchowo (1939–1942 Goluchowo, 1942–1945 Golchau)
- Janiszewo (1939–1942 Janischewo, 1942–1945 Jahnsboden)
- Kawno (1939–1942 Kawno, 1942–1945 Kaun)
- Ksawery (1939–1942 Xawery, 1942–1945 Xavershof)
- Lubianki (1939–1942 Lubianken, 1942–1945 Lubingen)
- Majdany (1939–1942 Majdany, 1942–1945 Meiden)
- Makowiec (1939–1942 Makowitz, 1942–1945 Mohnfeld)
- Nowe Chrostkowo
- Nowa Wieś
- Sikórz (1939–1942 Sikursch, 1942–1945 Meisenfeld)
- Stalmierz (1939–1942 Stalemersch, 1942–1945 Maßort)
- Wildno (1939–1942 Wildno, 1942–1945 Wildenfeld)
- Huta Chojno (1939–1942 Chojno Hütten, 1942–1945 Kienhütte)

## Persönlichkeiten
- Kurt Bendlin (* 1943 in Maßort; † 2024), Zehnkampf-Weltrekordler